# Simbiosis de limpieza

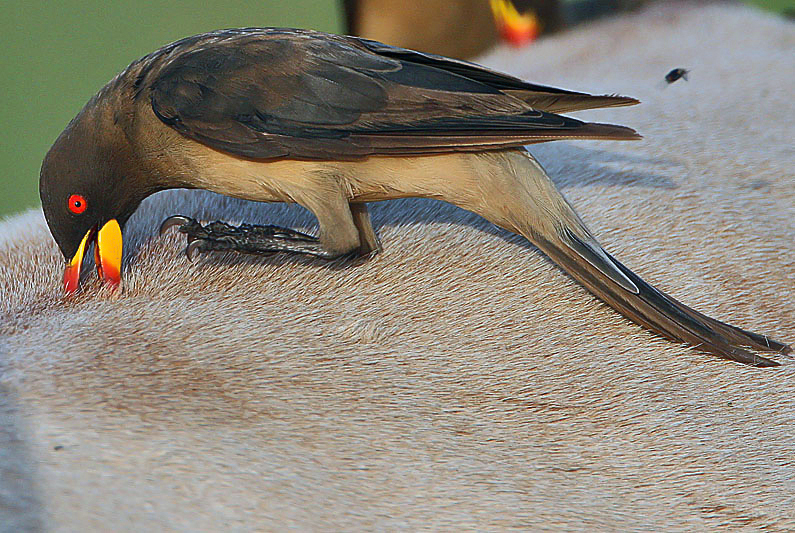
Comportamiento limpiador del picabueyes piquigualdo (Buphagus africanus) en el lomo de un gran mamífero.

La simbiosis de limpieza es una asociación de beneficio mutuo (simbiosis) entre dos especies, donde una especie (el limpiador) quita y come los parásitos y otros elementos de la superficie de la otra especie. La simbiosis de limpieza es una práctica muy extendida entre los peces marinos, donde algunas especies de porte pequeño de pez limpiador, especialmente lábridos, aunque también especies de otros géneros, se han especializado en alimentarse exclusivamente de la limpieza de peces más grandes y otros animales marinos. Existen otras simbiosis de limpieza entre aves y mamíferos y en otros grupos animales.
El comportamiento de limpieza fue descrito por primera vez por el historiador griego Heródoto hacia el 420 a. C., aunque el ejemplo que describe (aves haciendo limpieza a cocodrilos) no es demasiado frecuente.
El papel de las simbiosis de limpieza ha sido debatido por los biólogos. Algunos creen que la limpieza representa un caso de cooperación desinteresada, esencialmente un mutualismo puro. Otros, como por ejemplo Robert Trivers, sostienen que es un ejemplo de egoísmo mutuo, altruismo recíproco. Otros consideran que el comportamiento de limpieza es simplemente una explotación unilateral, una forma de parasitismo.
También se producen "trampas", donde o bien el limpiador a veces lastima a su cliente o donde algunas especies depredadoras imitan a un limpiador. El comportamiento de "hacer trampa" depredando es análogo al mimetismo batesiano, donde un sírfido inofensivo imita a una avispa picadora, aunque con los roles invertidos. Algunos peces limpiadores genuinos, tales como gobios y lábridos, tienen los mismos colores y patrones, en un ejemplo de evolución convergente. Las similitudes en el aspecto de los peces limpiadores es algo análogo al mimetismo mulleriano, por el que las abejas picadoras y las avispas se imitan entre sí.

## Ejemplos
La simbiosis de limpieza es conocida en varios grupos de animales tanto de mar como de tierra (ver tabla). Entre los limpiadores se cuentan peces, langostinos y aves; entre los clientes hay un abanico más amplio de peces, reptiles marinos, incluidas tortugas e iguanas, pulpos, ballenas, y mamíferos terrestres. Las simbiosis de limpieza con clientes reptiles incluyen peces limpiando los dientes de cocodrilos americanos (Crocodylus acutus), gecos comiendo mosquitos sobre tortugas gigantes de Aldabra (Geochelone gigantea) y cangrejos escarlatas (Grapsus grapsus) y tres especies de pinzones de Galápagos que eliminan garrapatas de iguanas marinas (Amblyrhynchus cristatus).
| Hábitat                                                     | Limpiador | Descripción | Cliente                                                             | Imagen |
| ----------------------------------------------------------- | --- | --- | ------------------------------------------------------------------- | ------ |
| Arrecifes de coral del Océano Índico                        | Labroides | Pequeño, con franjas horizontales, color azul; solo come ectoparásitos en 'estaciones de limpieza' | Peces más grandes, por ejemplo peces globo, Plectorhinchus, meros   |        |
| Arrecifes de coral del Atlántico Occidental                 | Gobios limpiadores (Elacatinus) | Diferentes especies pequeñas, con rayas longitudinales azules, mostrando evolución convergente; comen ectoparásitos pero también presas pequeñas                                                          | Peces más grandes                                                   |        |
| Aguas salobres sur de Asia                                  | Cíclidos, orange chromide (Etroplus maculatus) | Comen ectoparásitos; huevas, larvas | Cíclidos, green chromide (Etroplus suratensis)                      |        |
| Cuenca del amazonas agua dulce                              | Juveniles de pez gato Rafael a rayas (Platydoras armatulus) | Solo el juvenil posee rayas notorias y come ectoparásitos | Tarariras (Hoplias cf. malabaricus)                                 | -      |
| Arrecifes de coral del Caribe e Índico-Pacífico             | Especies de camarón limpiador | Come ectoparásitos en estaciones de limpieza, carroñero; omnívoro | Peces de varias especies                                            |        |
| Arrecifes de coral del Caribe e Índico-Pacífico             | Cangrejo Planes minutus | Come ectoparásitos | Tortuga boba (Caretta caretta)                                      | -      |
| Arrecifes de coral pantropicales, Atlántico Oeste, Pacífico | Decápodo Stenopus hispidus ("camarón a rayas del coral") | Mueve las antenas para promover su servicio; come parásitos, fungi, tejido muerto | Peces de varias especies; tortuga carey                             |        |
| Planicies africanas, sabana                                 | picabueyes piquirojo (Buphagus erythrorhynchus) | Come garrapatas azules (Boophilus decoloratus) y garrapatas marrones de las orejas (Rhipicephalus appendiculatus) (hasta 100 adultos o 1000 larvas/día), sangre: mantiene abiertas las heridas de la piel | Grandes mamíferos, como ser impalas, rinocerontes, ganado doméstico |        |
| Praderas en Brasil                                          | Jacana común (Jacana jacana), tordo renegrido (Molothrus bonariensis), picabuey (Machetornis rixosa), tordo gigante (Molothrus oryzivorus), chimachimá (Milvago chimachima) | Garrapatas, tábanos, otros parásitos | Capibara (Hydrochoerus hydrochaeris)                                |        |
| Desiertos de América del Norte, bosques, etc.               | Especies de pseudoscorpiones | Comen ectoparásitos de ratas monteras | Especies de ratas monteras (Neotoma)                                |        |
| Plataforma sumergida de lava de Hawái                       | Pez limpiador, principalmente cirujano amarillo (Zebrasoma flavescens) y pez cirujano de ojo dorado (Ctenochaetus)                                                          | Peces en estaciones de limpieza se alimentan de conchas y piel de tortugas | tortuga verde (Chelonia mydas)                                      |        |
| Kenia y Uganda                                              | Mangosta rayada (Mungos mungo) | Se los ha observado quitando garrapatas y otros parásitos | facóquero (Phacochoerus africanus)                                  |        |